# Trox mitis
Trox mitis är en skalbaggsart som beskrevs av Vladimir Balthasar 1933. Trox mitis ingår i släktet Trox och familjen knotbaggar. Inga underarter finns listade i Catalogue of Life.